# This Time (Waylon Jennings)
This Time è il ventisettesimo album della discografia di Waylon Jennings, pubblicato nel 1974.

## Tracce
Lato A
1. This Time – 2:24 (Waylon Jennings)
2. Louisiana Women – 3:58 (J.J. Cale)
3. Pick Up the Tempo – 2:29 (Willie Nelson)
4. Slow Rollin' Low – 2:42 (Billy Joe Shaver)
5. Heaven or Hell – 1:37 (Willie Nelson)

Lato B
1. It's Not Supposed to Be That Way – 3:28 (Willie Nelson)
2. Slow Movin' Outlaw – 3:35 (Dee Moeller)
3. Mona – 2:46 (Miriam Eddy)
4. Walkin' – 2:23 (Willie Nelson)
5. If You Cold Touch Her at All – 3:02 (Lee Clayton)

## Musicisti
- Waylon Jennings - voce, chitarra
- Willie Nelson - chitarra, voce
- Fred Newell - chitarra
- Reggie Young - chitarra
- Larry Whitmore - chitarra
- Ralph Mooney - steel guitar, dobro
- Dee Moeller - tastiere
- Jessi Colter - tastiere
- Don Brooks - armonica
- Kyle Lehning - tromba, tastiere
- Duke Goff - basso
- Richie Albright - batteria